# Bùi Tiến Dũng (PMU 18)
Bùi Tiến Dũng (sinh năm 1959 tại huyện Ứng Hòa tỉnh Hà Tây nay là Hà Nội) hay Dũng "tổng", Con bạc triệu đô (biệt danh do báo chí và giới truyền thông đặt) là tổng giám đốc PMU-18, nhân vật chính trong vụ tham nhũng PMU-18 gây chấn động dư luận Việt Nam trước Đại hội X Đảng Cộng sản Việt Nam.
Bùi Tiến Dũng là con trai thiếu tướng Bùi Bá Bổng, từng chiến đấu ở chiến trường Tây Nam.
Bùi Tiến Dũng đã đi bộ đội, sau khi giải ngũ thì đời sống rất khó khăn, phải làm thêm vất vả. Cuộc đời ông thay đổi từ khi được vào làm việc tại Vụ Kế hoạch và Đầu tư, Bộ Giao thông Vận tải, rồi được điều sang Ban Quản lý dự án 18 (PMU-18) thuộc Bộ này. Ông thăng tiến rất nhanh, làm phó văn phòng, rồi phó tổng giám đốc. Từ năm 1998 ông là tổng giám đốc PMU-18.
Tháng 1 năm 2006, Bùi Tiến Dũng bị bắt giữ và cáo buộc đã cá độ bóng đá với số tiền trên 1,8 triệu đô la. Cơ quan điều tra Bộ Công an đã tìm thấy tài liệu trong máy tính của trùm cá độ cho thấy trên 200 nhân viên đã tham gia cá độ. Những thông tin công bố sau đó của công an và báo chí cho thấy chân dung một tay chơi sành sỏi: nhậu nhẹt, đánh bạc, bao gái. Mặc dù vụ án vẫn đang được điều tra, nhưng dư luận rộng rãi cho rằng nguồn tiền ăn chơi đó chỉ có thể là tiền tham nhũng.
PMU-18 ban đầu được thành lập để quản lý dự án nâng cấp Quốc lộ 18, sau đó được giao nhiều dự án khác, với số vốn ODA (viện trợ phát triển chính thức) đã giải ngân lên tới hàng chục ngàn tỷ đồng. Vì vậy vụ án đã gây chấn động dư luận Việt Nam cũng như các nước và tổ chức cung cấp ODA cho Việt Nam, trong đó có Nhật Bản và Ngân hàng Thế giới. Họ quan ngại việc quản lý không chặt nguồn vốn vay, làm cho vốn đó bị sử dụng sai mục đích, không giúp được Việt Nam cải thiện cơ sở hạ tầng.
Vụ án gây tai tiếng đến nỗi áp lực lớn của dư luận và sau đó từ bên trong đảng Cộng sản đã khiến ông Đào Đình Bình, Bộ trưởng Bộ Giao thông Vận tải, phải từ chức.
Ngày 7 tháng 8 năm 2007, Tòa án Nhân dân Hà Nội đã tuyên án Bùi Tiến Dũng 13 năm tù vì hai tội danh: đánh bạc và đưa hối lộ. Bùi Tiến Dũng còn bị phạt 50 triệu đồng tội đánh bạc và một tỷ đồng tội đưa hối lộ. 

## Xử án
Ngày 14 tháng 11 năm 2007, tại phiên tòa xét xử phúc thẩm vụ án Bùi Tiến Dũng cùng các đồng phạm tham gia đánh bạc, tổ chức đánh bạc và đưa hối lộ, "con bạc triệu đô" được Viện Kiểm Sát đề nghị mức án 12 năm, 6 tháng tù giam.
Bùi Tiến Dũng đưa ra lý do kháng cáo là: đã tích cực khai báo, gia đình có công và bản thân cũng được tặng thưởng nhiều huân, huy chương nhưng không được tòa sơ thẩm tính đến khi xét xử. Bên cạnh đó, tội đưa hối lộ của ông mới chỉ dừng lại ở giai đoạn ý định và chưa thực hiện được.
Chiều 14/11, kết thúc phiên tòa phúc thẩm vụ án Bùi Tiến Dũng và đồng phạm, ông vẫn phải giữ nguyên mức án 13 năm tù cho hai tội đánh bạc và đưa hối lộ.
Ngày 6 thánh 10 năm 2016, Phó Chánh án Tòa án nhân dân tỉnh Thái Nguyên, ông Ma Nghĩa Hùng đã ký quyết định tạm đình chỉ chấp hành án phạt tù cho ông Bùi Tiến Dũng (57 tuổi), khi đang chấp hành án phạt tù tại trại giam Phú Sơn 4, Tổng cục VIII, Bộ Công an. Lý do được tạm đình chỉ là Bùi Tiến Dũng hiện đang bị ung thư phổi, có tiên lượng xấu và đang điều trị ung thư, xạ trị tại khoa Ung bướu, Bệnh viện Bạch Mai, TP Hà Nội.